# Wegscheid (Francia)
Wegscheid è un comune francese di 319 abitanti situato nel dipartimento dell'Alto Reno nella regione del Grand Est. Si trova a 37 chilometri da Mulhouse.

## Geografia fisica
Il paesino è situato nel sudovest dell'Alsazia, nella valle del fiume Doller alla confluenza di quest'ultima con il fiume Heimbach e Soultzbach. Più dell'88% del territorio comunale è ricoperto da boschi.

## Società

### Evoluzione demografica
Abitanti censiti